# Антонелли, Лаура
Ла́ура Антоне́лли (итал. Laura Antonelli, настоящее имя — Лаура Антонац (итал. Laura Antonaz); 28 ноября 1941[…], Пула, Королевство Италия — 22 июня 2015[…], Ладисполи, Лацио) — итальянская киноактриса. Звезда итальянского эротического кино 1970—1980-х годов.

## Биография
Выросла в семье педагогов, детство и юность провела в Венеции, Генуе и Неаполе. С детства хотела пойти по стопам родителей и стать учителем, для чего окончила высший институт физического воспитания в Неаполе. Недолгое время проработав учителем физкультуры в римском лицее «Артистико», приняла участие в качестве рекламной модели в телешоу «Carosello», после чего начала карьеру актрисы.
В 1965 году дебютировала в незначительной роли в фильме режиссёра Луиджи Петрини «Шестнадцатилетние».
В 1960-х годах снималась в фильмах «Доктор Голдфут и девушки-бомбы», «Сексуальная революция», «Венера в мехах».
В 1973 году выходит фильм «Коварство» режиссёра Сальваторе Сампери, которая заработала только в итальянских кинотеатрах 6 миллиардов лир и сделала из Лауры Антонелли звезду итальянского эротического кино.
В 1970-х — 1980-х годах играла преимущественно в эротических драмах, фарсах и комедиях: «Безумный секс» (1973), «Боже мой, как низко я пала!» (1974), «Тигры в губной помаде» (1979), «Чистая и целомудренная» (1981), «Римини, Римини» (1987) и других.
В 1976 году сыграла главную роль в фильме Лукино Висконти «Невинный», в котором блестяще проявила своё драматическое дарование. К значительным работам актрисы также относятся ленты «Жена-любовница» (1977) и «Любовная страсть» (1981).
27 апреля 1991 года на вилле Лауры Антонелли в городе Черветере (Cerveteri) карабинеры обнаружили 36 граммов кокаина. Актриса была обвинена в распространении наркотиков, арестована, а затем помещена под домашний арест. Суд первой инстанции приговорил её к 3,5 годам тюрьмы. Лишь через 9 лет апелляционный суд оправдал её, в том числе благодаря изменению в Италии закона, регулирующего вопросы, связанные с употреблением наркотиков.
В том же 1991 году на съёмках фильма «Наваждение» (Malizia 2000) продюсеры, чтобы освежить лицо актрисы, настояли на курсе коллагеновых инъекций, которые фактически обезобразили её лицо. За этим эпизодом последовал 13-летний судебный процесс, в итоге Трибунал Рима отклонил иск Антонелли, требовавшей возмещения нанесённого ущерба. Актриса не выдержала нервного напряжения и попала в психиатрическую клинику. Процесс был возобновлён в 2003 году и присудил ей 10 тысяч евро, и лишь в 2006 году итальянский апелляционный суд признал правоту Антонелли и приказал выплатить ей в качестве компенсации 108 тысяч евро.
Все эти годы Лаура Антонелли практически не показывалась на публике и избегала каких-либо контактов с бывшими коллегами и прессой.

## Личная жизнь
Лаура Антонелли и Жан-Поль Бельмондо познакомились в 1971 году во время их совместной работы в фильме «Повторный брак». Роман с французской кинозвездой был для всех полной неожиданностью. Лаура тотчас же развелась с мужем, книжным издателем Энрико Пьяцентини, и купила себе отдельную квартиру в центре Рима, для того чтобы беспрепятственно встречаться с Бельмондо. Любовный роман не закончился браком. Она постоянно ревновала Жан-Поля, закатывала скандалы. И когда его терпению пришёл конец и он оставил её, она очень сильно переживала разрыв. Вместе они снялись ещё в одной картине комедии Клода Шаброля «Доктор Пополь».

## Награды
- Italian National Syndicate of Film Journalists
- Премия Silver Ribbon 1974 года — Лучшая актриса за роль Анжелы в фильме «Коварство» (1973)

## Фильмография
- 1965 — Шестнадцатилетние / Le sedicenni
- 1966 — Доктор Голдфут и девушки-бомбы / Le spie vengono dal semifreddo
- 1966 — Простите, вы за или против? / Scusi, lei è favorevole o contrario?
- 1968 — Сексуальная революция / La rivoluzione sessuale
- 1969 — Архангел / L’arcangelo
- 1969 — Венера в мехах / Le malizie di Venere — Ванда Дунаева
- 1970 — Человек по прозвищу Кувалда / A Man Called Sledge
- 1970 — Любовная встреча / Incontro d’amore
- 1970 — Градива / Gradiva — «Градива» / Зоя Бертганг
- 1971 — Повторный брак / Les Mariés de l’an II
- 1971 — Без видимых причин / Sans mobile apparent — Жюльетт Водрёйл
- 1971 — Хитрый парень / Il merlo maschio
- 1972 — Сенатор-развратник / All’onorevole piacciono le donne (Nonostante le apparenze… e purché la nazione non lo sappia)
- 1972 — Доктор Пополь / Docteur Popaul — Мартина
- 1973 — Коварство / Malizia — Анжела
- 1973 — Безумный секс / Sessomatto — мадам Джульетта / Селестина / жена Энрико / Грация / Тамара / монахиня / Донна Мимма Макко / Тициана
- 1974 — Грех, достойный прощения / Peccato veniale
- 1974 — Симона / Simona
- 1974 — Боже мой, как низко я пала! / Mio Dio come sono caduta in basso! — Эуджения ди Македа
- 1975 — Прекрасная нимфа / Divina creatura
- 1976 — Невинный / L’innocente — Джулиана Эрмиль
- 1977 — Жена-любовница / Mogliamante
- 1977 — Большое варево / Gran bollito
- 1977 — Три золотых обезьяны / Tre scimmie d’oro
- 1979 — Дикие постели / Letti selvaggi
- 1979 — Мнимый больной / Il malato immaginario
- 1980 — Ты — лицо корабля / Mi faccio la barca
- 1981 — Любовная страсть / Passione d’amore
- 1981 — Чистая и целомудренная / Casta e pura
- 1981 — Очередь / Il turno
- 1982 — Коктейль ночной любви / Sesso e volentieri
- 1982 — Поймай меня, если сможешь / Viuuulentemente mia
- 1982 — Шлюха / Porca vacca
- 1985 — Сцены из жизни / Tranches de vie
- 1985 — Клетка / La gabbia
- 1986 — Венецианка / La venexiana
- 1986 — Универмаг / Grandi magazzini
- 1987 — Римини, Римини / Rimini Rimini
- 1987 — У богатых свои привычки / Roba da ricchi
- 1990 — Скупой / L’avaro
- 1991 — Наваждение / Malizia 2000